# アルティン・リースの補題
数学において、アルティン・リースの補題（英: Artin–Rees lemma）は、ヒルベルトの基底定理のような結果とともに、ネーター環上の加群についての基本的な結果である。1950年代に数学者エミール・アルティンとDavid Reesによって独立に証明された。特別な場合はオスカー・ザリスキに先に知られていた。
この補題から得られる結果にクルルの交叉定理がある。また、完備化の完全性を証明するためにも使われる。

## 補題の主張
I をネーター環 R のイデアルとする。M を有限生成 R-加群とし N をその部分加群とする。このときある整数 k ≥ 1 が存在して、n ≥ k に対して
{\displaystyle I^{n}M\cap N=I^{n-k}(I^{k}M\cap N)}
が成り立つ。

## 証明
必要な概念や表記が準備されてしまえば、補題は R が「ネーター的」であるという事実から直ちに従う。
任意の環 R および R のイデアル I に対して、{\displaystyle \textstyle \mathrm {bl} _{I}R=\bigoplus _{n=0}^{\infty }I^{n}} とおく（blow-up のbl）。部分加群の減少列 {\displaystyle M=M_{0}\supset M_{1}\supset M_{2}\supset \cdots } が I-フィルター（I-filtration）であるとは、{\displaystyle IM_{n}\subset M_{n+1}} が成り立つときにいう。さらに、それが安定（stable）であるとは、十分大きい n に対して {\displaystyle IM_{n}=M_{n+1}} であるときにいう。M に I-フィルターが与えられているとき、{\displaystyle \textstyle \mathrm {bl} _{I}M=\bigoplus _{n=0}^{\infty }M_{n}} とおく。これは {\displaystyle \mathrm {bl} _{I}R} 上の次数加群である。
さて、M を R-加群とし、有限生成 R-加群による I-フィルター {\displaystyle M_{i}} が与えられているとする。次のことを確認する。
{\displaystyle \mathrm {bl} _{I}M} が {\displaystyle \mathrm {bl} _{I}R} 上有限生成加群であることと、フィルターが I-安定であることは同値である。
実際、フィルターが I-安定であれば、{\displaystyle \mathrm {bl} _{I}M} ははじめの {\displaystyle k+1} 個の {\displaystyle M_{0},\dots ,M_{k}} によって生成され、これらは有限生成であるので、{\displaystyle \mathrm {bl} _{I}M} も有限生成である。逆に、{\displaystyle \mathrm {bl} _{I}M} が有限生成であれば、{\displaystyle \textstyle \bigoplus _{j=0}^{k}M_{j}} として、{\displaystyle n\geq k} に対して、各 f ∈ Mn は
{\displaystyle f=\sum a_{ij}g_{ij},\quad a_{ij}\in I^{n-j}}
と書ける。ただし {\displaystyle g_{ij}} は {\displaystyle M_{j},j\leq k} の生成元。つまり、{\displaystyle f\in I^{n-k}M_{k}} である。
これで R がネーター的であると仮定すれば補題を証明できる。{\displaystyle M_{n}=I^{n}M} とする。すると {\displaystyle M_{n}} は I-安定なフィルターである。したがって、上記より、{\displaystyle \mathrm {bl} _{I}M} は {\displaystyle \mathrm {bl} _{I}R} 上有限生成である。しかし {\displaystyle \mathrm {bl} _{I}R\simeq R[It]} は R がネーター環なのでネーター環である。（環 {\displaystyle R[It]} はリース代数と呼ばれる。）したがって、{\displaystyle \mathrm {bl} _{I}M} はネーター加群であり任意の部分加群は {\displaystyle \mathrm {bl} _{I}R} 上有限生成である。とくに、N に induced filtration が与えられているとき、すなわち {\displaystyle N_{n}=M_{n}\cap N} であるとき、{\displaystyle \mathrm {bl} _{I}N} は有限生成である。すると induced filtration も上記の確認により I-安定である。

## クルルの交叉定理の証明
環の完備化における使用に加えて、補題の典型的な応用はクルルの交叉定理 (Krull's intersection theorem)
ネーター局所環の真のイデアル I に対して、{\displaystyle \textstyle \bigcap _{n=1}^{\infty }I^{n}=0}
の証明である。共通部分 N に補題を適用すれば、ある k が存在して
{\displaystyle I^{k+1}\cap N=I(I^{k}\cap N)}
が成り立つ。すると {\displaystyle N=IN} なので中山の補題によって {\displaystyle N=0} である。

## 注
1. ↑  Atiyah & MacDonald 1969, pp. 107–109.
2. ↑  Eisenbud 1995, Lemma 5.1.